# Ruprechtia curranii
Ruprechtia curranii är en slideväxtart som beskrevs av Sidney Fay Blake. Ruprechtia curranii ingår i släktet Ruprechtia och familjen slideväxter. Inga underarter finns listade i Catalogue of Life.